# 이시카와 다이어그램

이시카와 다이어그램(Ishikawa diagrams), 물고기뼈 다이어그램, 생선뼈 다이어그램(Fish bone diagram)은 자료분석 도구로서, 생긴모양이 생선뼈처럼 생겼다하여 붙여진 이름으로 일본의 품질 관리 통계학박사 카오루 이시카와가 발명했다. 문제가 커다란 가시를 이루고, 해결 또는 원인, 영향 등이 가시에 살처럼 붙어있는 형상이다. 원인과 결과를 확인하기 위한 용도, 프로세스 초기 단계에 있는 문제점들을 파악하기 위해서 사용하기도 하며, 예상과 결과치를 분석하기 위해서도 사용한다. 대부분 자료분석툴로 사용하지만 최근 스타트업에서도 시장성 및 수익성 파악을 위한 도구로서 사용하기도 한다.